# Yumbo
Yumbo es un municipio colombiano ubicado en el departamento de Valle del Cauca. Según el censo de 2018, tiene una población de 95.040 habitantes.
Se sitúa al norte de la ciudad de Santiago de Cali, a tan solo 10 minutos y 12 kilómetros de su casco urbano. Es uno de los 42 municipios que conforman el departamento de Valle del Cauca y forma parte del Área metropolitana del Sur Occidente de Colombia. Es conocido como la capital industrial del Valle debido a las más de 2000 fábricas asentadas en su territorio.

## Geografía
Se encuentra ubicado a 20 minutos del Aeropuerto Internacional Alfonso Bonilla Aragón y a 2 horas del Puerto de Buenaventura.
El territorio municipal consta de una región plana la cual hace parte del productivo Valle del Río Cauca y una región montañosa en la vertiente oriental de la Cordillera Occidental de los Andes.
La máxima altura es el alto de Dapa con 1.895 metros sobre el nivel del mar. Otros puntos altos son Floral, Loma Gorda, Taguao y de las Mangas; los altos de Floral, la Buitrera y Santa Inés y los cerros de La Olga, Juanambú y La Paz.
Sus tierras, regadas por los ríos Cauca, Arroyohondo y Yumbo, cuentan con los pisos térmicos cálido, medio y frío lo que permite variedad de cultivos.
Este municipio tiene los siguientes límites:
- Al norte con el municipio de Vijes.
- Al sur con la ciudad de Cali.
- Al oriente con el municipio de Palmira
- Al Occidente con el municipio de La Cumbre.

## Historia
Se sabe que a la llegada de los españoles, Yumbo era un asentamiento indígena, que contaba con un adoratorio con gradas y monolitos grabados, situado en el cerro Portachuelo. Algunos consideran que por el nombre se relacionaba con los indígenas yumbos de Ecuador, bien porque se tratara de pueblos afines o porque los conquistadores, que procedían de ese país, los encontraron similares. Sin embargo, yumbo es una palabra del idioma paez que significa "río grande", "inundación" o "rivera" y es probable una relación con la Cultura Calima (Sonso, Yotoco, Ilama).
El poblado indígena fue subyugado en 1536 por el capitán Miguel López Muñoz, a órdenes del conquistador Sebastián de Belalcázar, quien se estableció allí en la hacienda que se conoció como "La Estancia". El poblado fue denominado, San Sebastián de Yumbo y sus alrededores se constituyeron como resguardo indígena. Fue declarado como Municipio por la ley 1 de 1864.
A finales del siglo XIX y hasta 1930, en Punta Yumbo operó un puerto fluvial, conocido como Puerto Isaacs, que sirvió para que prosperaran en el poblado las manufacturas de tabaco y trilladoras de café y los agricultores comercializaran sus productos. En 1914 se inauguró el ferrocarril, que transformó la vida local, al acelerar el desarrollo comercial y empresarial. 
La ley 32 del 14 de octubre de 1920 abolió el Resguardo Indígena y sus tierras fueron entregadas al municipio. En 1936 comenzó a funcionar una planta eléctrica y a partir de 1938 se desencadenó la industrialización tras el establecimiento de la planta de Cementos del Valle, localizada en el lugar donde había funcionado el puerto. Posteriormente se establecen las plantas de Cartón Colombia (1944), Goodyear (1944), Eternit (1999), Celanese (1955), Propal (1957) y Johnson & Johnson (1962). Actualmente funcionan más de 2 mil empresas en el municipio, de las cuales 130 son altamente contaminantes.
Yumbo se ha conocido en las últimas décadas como escenario de duras luchas sindicales. El Sindicato de Trabajadores del Municipio de Yumbo se destacó por su lucha contra la corrupción que caracterizaba la administración del municipio. El 28 de septiembre de 1985 fue asesinado el presidente del Sindicato Dionisio Hernán Calderón por hombres que le dispararon en su casa. 
Fidel Castro Murillo fue sucesor de Dionisio Hernán Calderón y asumió la presidencia del Sindicato. Bajo la presidencia de Castro Murillo el Sindicato cuestionó y criticó duramente a las administraciones de Héctor Aníbal López, Freddy Bejarano y Enrique Aniro Parra y Carlos Moreno. Castro sufrió varios atentados contra su vida y en 1996 abandonó el municipio de Yumbo.

## División Político-Administrativa

### Comunas
La cabecera municipal se encuentra dividido en 4 comunas (en la que se encuentra los 23 barrios):
- Comuna 1.
- Comuna 2.
- Comuna 3.
- Comuna 4.

### Corregimientos
Yumbo tiene bajo su jurisdicción varios centros poblados, que en conjunto con otras veredas, constituye los siguientes corregimientos:
| Corregimiento | Centros Poblados                             | Veredas       |
| El Pedregal   | - El Pedregal                                | Filo, Laguna. |
| San Marcos    | - Manga Vieja - Miravalle Norte - San Marcos |               |
| Santa Inés    | - El Chocho - Santa Inés                     | Telecom.      |

Centros poblados y veredas sin Jal:
|             | Centros Poblados                                                 | Veredas                                    |
| Arroyohondo | - Arroyohondo                                                    | Xixalola.                                  |
| Dapa        | - Dapa El Rincón - Dapa La Vega - Miravalle Dapa - Pilas de Dapa | Alto Dapa, Medio Dapa.                     |
| Montañitas  | - Montañitas                                                     | El Placer.                                 |
| Mulaló      | - Mulaló                                                         | El Higuerón, Platanares, Paso de la Torre. |
| Yumbillo    |                                                                  | Salazar.                                   |

## Economía

### Industria
Es uno de los municipios más ricos del Valle del Cauca, actualmente se encuentran instaladas más de 2.000 grandes empresas que limitan con Cali entre las que se encuentran Cementos Argos, Bavaria, Postobon, Propal, Goodyear, Parmalat, Johnson & Johnson, Carvajal Educación, Smurfit Kappa, Lloreda Grasas entre otras gigantes de la economía mundial.
Gracias a su ubicación estratégica, a su infraestructura vial y a los incentivos tributarios que ofrece el municipio, Yumbo es considerado parte fundamental del desarrollo industrial en toda la Nación, pues, una gran parte de los bienes de consumo del país se fabrican en este municipio.[cita requerida] No obstante, aunque la zona industrial produce más de 33.000 puestos de trabajo, sólo un 3% son pertenecientes a los yumbeños, 97% son de Cali, Palmira y ciudades aledañas;  esta problemática radica en gran medida, a la frágil estabilidad política yumbeña.[cita requerida]

### Agricultura
En la agricultura sobresalen los cultivos de caña de azúcar, café, soya, millo y algodón. También son importantes los cultivos de tomate, cebolla cabezona, pimentón, cítricos, mango, maracuyá, piña, flores, yuca y plantas aromáticas. 
En el sector pecuario se destacan el ganado bovino, porcino y el cultivo de la tilapia.

### Mineral
En su territorio se explotan cal, carbón, yeso, caolín, cobre, mármol, alumbre y otros minerales necesarios para la construcción de la vida diaria de los colombianos.

## Contaminación
Al ser uno de los municipios que tiene instaladas más de 2.000 grandes empresas, Yumbo se enfrenta a una gran contaminación, las personas que viajan aseguran que se pueden percibir olores muy fuertes en el aire debido a la alta contaminación por el humo de las industrias. 

## Cultura, turismo y desarrollo

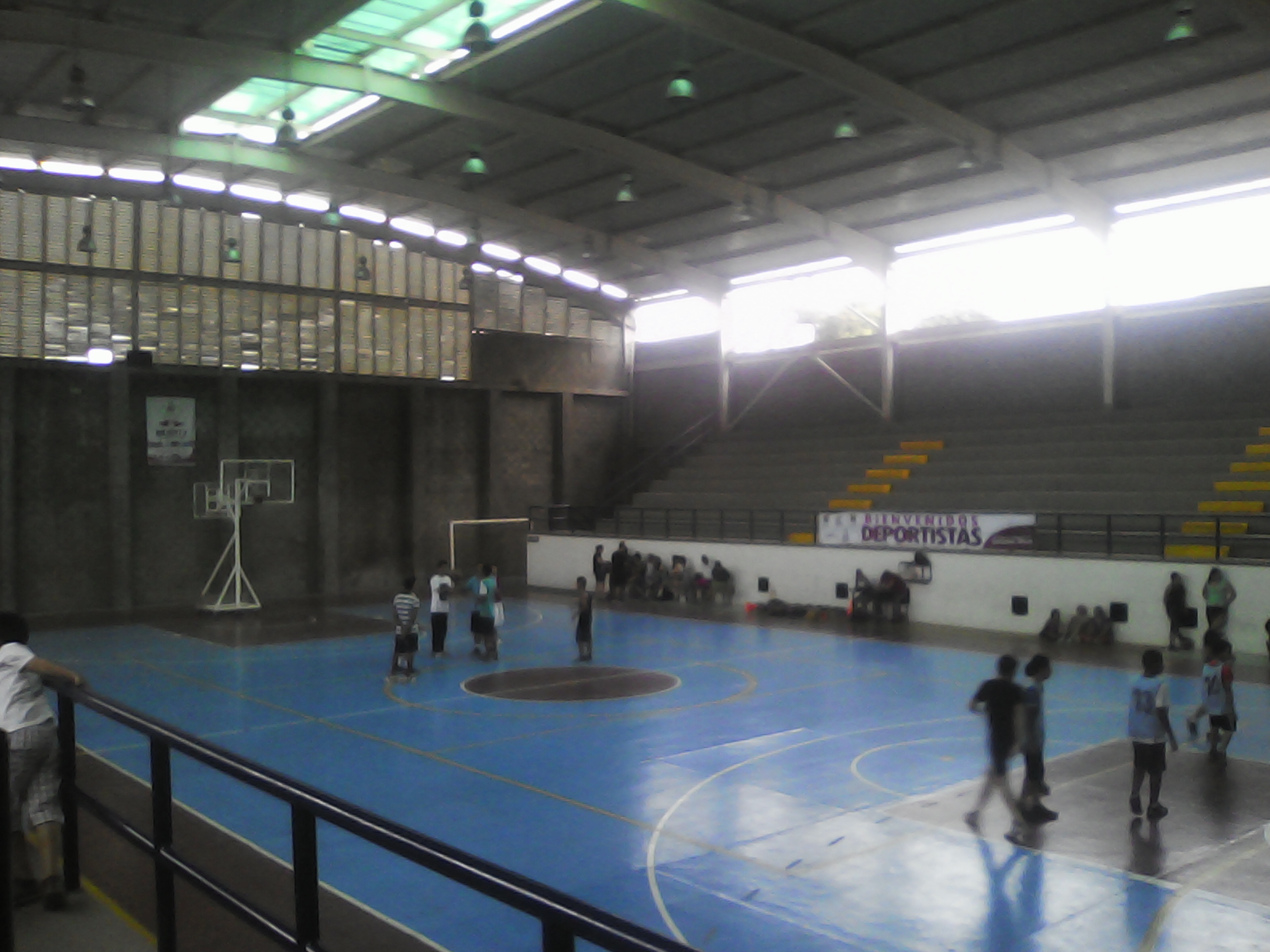
Coliseo Alberto Bejarano, uno de los principales lugares para el esparcimiento deportivo en Yumbo.

Este municipio cuenta con una gran cantidad de personas que apoyan desinteresadamente la cultura, el talento humano, el comercio y la educación. Tiene instituciones educativas públicas y privadas al igual que cuenta con la Universidad del Valle, Sede Yumbo, que promueve el desarrollo intelectual del municipio.
Se llevan a cabo eventos culturales importantes como el Encuentro Nacional de Intérpretes de Música Colombiana que se realiza en noviembre, Encuentro nacional de teatro, el Festival independiente de Teatro Dionisio Calderón, el Encuentro Nacional de Danzas, en mayo y en octubre la Feria Industrial, Comercial.
Como atractivos turísticos, en los centros poblados: Arroyohondo, Dapa, Santa Inés y Montañitas, se puede disfrutar de hermosos paisajes naturales, así como de su agradable clima propicio para el descanso y temporada de vacaciones. Dapa es una de las regiones más atractivas en la que se está fortaleciendo el ecoturismo.
El plato típico de la región es el mondongo de chivo el cual es el fuerte atractivo turístico del corregimiento de Mulaló, conocido como el Pueblito Vallecaucano, que además encierra un atrayente histórico pues, de acuerdo con la leyenda, el general Simón Bolívar se hospedó allí en dos ocasiones y como resultado de su primera visita tuvo una hija con una esclava de la región. Cuenta con el Museo Bolívar donde se exhiben diferentes elementos que pertenecían al Libertador, además de la tumba de Palomo, el caballo de Bolívar. En junio celebra la Fiesta de San Antonio de Padua y en agosto el Festival de Cometas.
El Centro de Eventos Valle del Pacífico creado por la Cámara de Comercio de Cali ubicado en la zona de Arroyohondo, en la Autopista Cali-Yumbo, es un espacio para grandes congresos, ferias y exposiciones, que puede albergar hasta 5.500 personas en conferencias y 11.000 en conciertos, logrando así uno de los mejores alojamientos modernos en Colombia y Sudamérica.
Yumbo cuenta con un Skatepark escenario para la práctica de Deportes Extremos, como skateboard, BMXy Roller, cuenta con un segmento para la práctica en rampa vertical y un segmento para la práctica en modalidad calle; aun restan dos etapas de construcción, aumentando así su capacidad para deportistas extremos tanto locales como nacionales y provenientes de diversos lugares.

## Símbolos

### Bandera
El sol naciente simboliza la vida, la creatividad y la fuerza de su pueblo. El color verde recuerda la belleza y fertilidad de su tierra. En la franja blanca que divide en dos la bandera, están escritas las palabras PAZ Y TRABAJO, indicando que son un pueblo trabajador y pacífico.
Esta bandera fue ideada por el párroco Fray Alfonso de la Concepción Peña en 1944.

### Escudo
En la cinta roja que está sobre el escudo se puede leer: 1536 Yumbo 1864. La primera fecha (1536) corresponde a la llegada de los conquistadores Miguel López Muñoz y Sebastián de Belalcázar. La segunda es la fecha en la que Yumbo fue creado municipio.
El escudo está dividido en tres partes: en la parte superior, de color dorado, aparecen dibujadas 4 chimeneas que indican que es un municipio industrial.
En la parte inferior sobre el fondo rojo, aparece el rostro de Balto Puente. Balto fue un indio valiente y recorrido, se dice que viajó a España y peleó en la batalla de Lepanto al lado del gran escritor Miguel de Cervantes Saavedra. 
Junto a Balto sobre fondo azul, aparece un libro cerrado y sobre el libro un tintero con una pluma de ganso. Esto significa que la historia de Yumbo está por escribirse, es una invitación a tomar la pluma.
El escudo está rodeado por unas cañas de azúcar. La caña de azúcar fue traída por Sebastián de Belalcázar y cultivada, en Yumbo por primera vez en toda Colombia.
El diseño del Escudo de Yumbo fue hecho por el doctor Raúl Silva Holguín y presentado por Don Fabio Lenis Satizábal, Concejal(1947, 1949, 1951, 1958, 1960, 1962 y 1966), alcalde(1943), Secretario(1945, 1946, 1947 y 1962) y Tesorero del Municipio(1942, 1944 y 1977).

## Sitio de interés

### Santuario de Nuestro Señor del Buen Consuelo
Fue construido hace aproximadamente 80 años, en el reposa la imagen milagrosa de Nuestro Señor del Buen Consuelo, la construcción consta de una cúpula y de dos torres, al frente del santuario reposa la estatua al párroco franciscano Fray Alfonso de la concepción peña quien lideró la construcción del santuario junto con los Yumbeños.
El santuario celebra la Semana Santa como es habitual en la Iglesia católica, con diversas procesiones toda la semana. La Semana Santa en Yumbo es catalogada como la Semana Santa más alegre del Valle del Cauca.[cita requerida]
El Señor del Buen Consuelo es el santo patrono del municipio una imagen que data de más de 350 años de antigüedad, se dice fue traída desde el Ecuador, su fiesta se celebra el 26 de septiembre a la cual acuden propios y visitantes a darle gracias a Jesús en la advocación del buen consuelo por todos los favores recibidos, porque es que en verdad son muchos los milagros que se le atribuyen a este. Cada 14 de mes, mientras los habitantes de Guadalajara de Buga celebran la misa de sanación en honor al Señor de los Milagros los Yumbeños celebran la misa en honor a su santo patrono.

## Servicios públicos
- Energía Eléctrica: Celsia, es la empresa prestadora del servicio de energía eléctrica.[8]
- Gas Natural: Gases de Occidente es la empresa distribuidora y comercializadora de gas natural en el municipio.